# Драгаешти Унгурени (Дамбовица)
Драгаешти Унгурени (рум. Drăgăești Ungureni) насеље је у Румунији у округу Дамбовица у општини Манешти. Oпштина се налази на надморској висини од 314 m.

## Становништво
Према подацима из 2002. године у насељу је живело 1205 становника, од којих су сви румунске националности.